# Autour d'une cabine
Autour d'une cabine byl francouzský animovaný film z roku 1894. Režisérem byl Émile Reynaud (1844–1918).

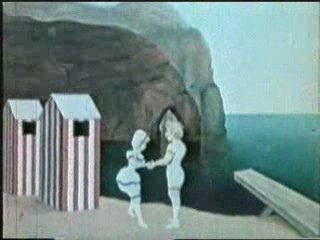
Snímek z filmu Autour d'une Cabine

Film byl 45 metrů dlouhý a skládal se z 636 ručně malovaných scén a byl promítán pomocí tzv. optického divadla (Théâtre Optique). Jednalo se tak o jednu z prvních prezentací pomocí manipulování s obrázky. Film je tak považován za jeden z prvních animovaných filmů. Byl vytvořen v roce 1893 a premiéru měl v prosince 1894.

## Děj
Dva muži skočí do vody z odrazového můstku. Na pláži je také žena se štěňátkem, ke které se přidá jeden muž. Žena vejde do převlékací kabinky a muž ji špehuje. Druhý muž ho vyžene a počká na paní. Když žena vyleze v plavkách, vyrazí s druhým mužem do vody, kde se ponoří. Poté co zmizí, vypluje muž na plachetnici. Vytáhne plachtu, kde je napsáno, že promítání je u konce.